# Anisotes zenkeri
Anisotes zenkeri är en akantusväxtart som först beskrevs av Gustav Lindau, och fick sitt nu gällande namn av C. B. Cl.. Anisotes zenkeri ingår i släktet Anisotes och familjen akantusväxter. Inga underarter finns listade i Catalogue of Life.